# Liolaemus somuncurae
Liolaemus somuncurae är en ödleart som beskrevs av  José Miguel Cei och SCOLARO 1981. Liolaemus somuncurae ingår i släktet Liolaemus och familjen Tropiduridae. IUCN kategoriserar arten globalt som otillräckligt studerad. Inga underarter finns listade i Catalogue of Life.